# Newgate-Roman
Als Newgate-Roman bezeichnet man einen Typ des Kriminalromans, der in Großbritannien während der 1830er Jahre populär war. Hauptvertreter dieses Genres waren Edward George Bulwer-Lytton und William Harrison Ainsworth. Die Romanautoren des Newgate benutzten als Grundlage für die Handlung ihrer Romane Kriminalfälle aus dem wirklichen Leben. Häufig wurde als Quelle hierzu der Newgate Calendar, eine biographische Darstellung von berühmten Kriminellen, die im späten 18. und frühen 19. Jahrhundert veröffentlicht wurde, herangezogen. Kritiker sahen in den Newgate-Romanen eine Verherrlichung des Lebens von Kriminellen. In Edward George Bulwer-Lyttons Roman Eugene Aram wird der dargestellte Kriminelle z. B. als schuldbewusster Philosoph gezeigt; William Harrison Ainsworth stellt den Kriminellen in dem Roman Rookwood als glamourösen Geächteten dar. In Charles Dickens’ Roman Oliver Twist und William Makepeace Thackerays Catherine wird das Konzept des Newgate-Romans abgelehnt, indem in diesen Romanen das Leben von Kriminellen in rigoros realistischer Weise dargestellt wird.